# Sphecodes hyalinatus
Sphecodes hyalinatus (лат.) — вид одиночных пчёл из рода Sphecodes (триба Halictini, семейство Halictidae).

## Распространение
Европа, Кавказ, Казахстан, Россия (на север до Мурманской области, Коми, Якутии и Магаданской области).

## Описание
Длина тела самок 5,0—7,5 мм (самцы 5,0—7,0 мм). Общая окраска головы и груди чёрная; брюшко в основном красное (T1-T3). Отличается от близких видов матовой грудью (тонко сетчато-морщинистой), округлым пронотумом. Слабоопушенные насекомые, тело почти голое. Самцы: клипеус чёрный, лицо с белым опушением ниже усиковых торули, вентральная поверхность члеников жгутика обычно несёт отчётливую зону сенсилл (тилоиды). Самки: лабрум с широким апикальным выступом без продольного валика; метабазитибиальная пластинка отсутствует; задние голени без корзиночки. Клептопаразиты других видов пчёл, в том числе, Lasioglossum (L. fratellum и L. fulvicorne).